# Friedrich Wilhelm Pixis
Friedrich Wilhelm Pixis, född den 12 mars 1786 i Mannheim, död den 20 oktober 1842 i Prag, var en tysk violinvirtuos. Han var bror till Johann Peter Pixis och far till Theodor Pixis. 
Pixis studerade musikteori under Johann Georg Albrechtsberger i Wien. År 1811 utnämndes han till professor i violinspelning vid konservatoriet i Prag. Bland hans elever märks Josef Czapek.